# Ronde van Catalonië 2022
De 101e editie van de Ronde van Catalonië (Catalaans: Volta a Catalunya) was een wielerwedstrijd die begon op 21 maart en eindigde op 27 maart 2022. De ronde maakte deel uit van de UCI World Tour 2022. Titelverdediger was de Colombiaan Miguel Ángel López; hij werd opgevolgd door zijn landgenoot Sergio Higuita.

## Etappeoverzicht
| etappe | datum    | start                 | finish                | afstand | type      | winnaar          | Leider                  |
| ------ | -------- | --------------------- | --------------------- | ------- | --------- | ---------------- | ----------------------- |
| 1      | 21 maart | Sant Feliu de Guíxols | Sant Feliu de Guíxols | 171,2   | Heuvelrit | Michael Matthews | Michael Matthews        |
| 2      | 22 maart | L'Escala              | Perpignan             | 202,4   | Heuvelrit | Kaden Groves     | Jonas Iversby Hvideberg |
| 3      | 23 maart | Perpignan             | La Molina             | 161,1   | Bergrit   | Ben O'Connor     | Ben O'Connor            |
| 4      | 24 maart | La Seu d'Urgell       | Boí Taüll             | 166,7   | Bergrit   | João Almeida     | Nairo Quintana          |
| 5      | 25 maart | La Pobla de Segur     | Vilanova i la Geltrú  | 206,3   | Heuvelrit | Ethan Vernon     | João Almeida            |
| 6      | 26 maart | Salou                 | Cambrils              | 168,6   | Heuvelrit | Richard Carapaz  | Sergio Higuita          |
| 7      | 27 maart | Barcelona             | Barcelona             | 138,6   | Heuvelrit | Andrea Bagioli   | Sergio Higuita          |

## Klassementenverloop
| Etappe       | Winnaar          | Algemeen klassement     | Bergklassement          | Puntenklassement        | Jongerenklassement      | Ploegenklassement  |
| ------------ | ---------------- | ----------------------- | ----------------------- | ----------------------- | ----------------------- | ------------------ |
| 1            | Michael Matthews | Michael Matthews        | Michael Matthews        | Jonas Iversby Hvideberg | Jonas Iversby Hvideberg | Bahrain Victorious |
| 2            | Kaden Groves     | Jonas Iversby Hvideberg | Jonas Iversby Hvideberg | Jonas Iversby Hvideberg | Jonas Iversby Hvideberg | Bahrain Victorious |
| 3            | Ben O'Connor     | Ben O'Connor            | Jonas Iversby Hvideberg | Ander Okamika           | Juan Ayuso              | UAE Team Emirates  |
| 4            | João Almeida     | Nairo Quintana          | Jonas Iversby Hvideberg | Mikel Bizkarra          | João Almeida            | UAE Team Emirates  |
| 5            | Ethan Vernon     | João Almeida            | Phil Bauhaus            | Mikel Bizkarra          | João Almeida            | UAE Team Emirates  |
| 6            | Richard Carapaz  | Sergio Higuita          | Richard Carapaz         | Sergio Higuita          | Sergio Higuita          | Bahrain Victorious |
| 7            | Andrea Bagioli   | Sergio Higuita          | Kaden Groves            | Sergio Higuita          | Sergio Higuita          | Bahrain Victorious |
| 0Eindstanden | 0Eindstanden     | Sergio Higuita          | Kaden Groves            | Sergio Higuita          | Sergio Higuita          | Bahrain Victorious |

## Eindklassementen
| Plaats | Naam                       | Ploeg                  | Tijd      |
| ------ | -------------------------- | ---------------------- | --------- |
| 1      | Sergio Higuita             | BORA-hansgrohe         | 29u53'33" |
| 2      | Richard Carapaz            | INEOS Grenadiers       | + 16"     |
| 3      | João Almeida               | UAE Team Emirates      | + 52"     |
| 4      | Nairo Quintana             | Arkéa Samsic           | + 53"     |
| 5      | Juan Ayuso                 | UAE Team Emirates      | + 1'08"   |
| 6      | Ben O'Connor               | AG2R-Citroën           | + 1'10"   |
| 7      | Tobias Halland Johannessen | Uno-X Pro Cycling Team | + 1'13"   |
| 8      | Guillaume Martin           | Cofidis                | + 1'16"   |
| 9      | Torstein Træen             | Uno-X Pro Cycling Team | + 1'27"   |
| 10     | Sam Oomen                  | Team Jumbo-Visma       | + 1'55"   |
|        |                            |                        |           |
| 12     | Dylan Teuns                | Bahrain Victorious     | + 2'04"   |

| Plaats     | Naam            | Ploeg                   | Punten |
| ---------- | --------------- | ----------------------- | ------ |
| Witte trui | Kaden Groves    | Team BikeExchange Jayco | 17     |
| 2          | Richard Carapaz | INEOS Grenadiers        | 15     |
| 3          | Sergio Higuita  | BORA-hansgrohe          | 15     |
|            |                 |                         |        |
| 23         | Dylan Teuns     | Bahrain Victorious      | 1      |

| Plaats    | Naam              | Ploeg              | Berg |
| --------- | ----------------- | ------------------ | ---- |
| Rode trui | Sergio Higuita    | BORA-hansgrohe     | 28   |
| 2         | Mikel Bizkarra    | Euskaltel-Euskadi  | 21   |
| 3         | Ander Okamika     | Burgos-BH          | 20   |
|           |                   |                    |      |
| 5         | Steven Kruijswijk | Team Jumbo-Visma   | 17   |
| 14        | Dylan Teuns       | Bahrain Victorious | 8    |

| Plaats      | Naam             | Ploeg             | Jongeren  |
| ----------- | ---------------- | ----------------- | --------- |
| Paarse trui | Sergio Higuita   | BORA-hansgrohe    | 29u53'33" |
| 2           | João Almeida     | UAE Team Emirates | + 52"     |
| 3           | Juan Ayuso       | UAE Team Emirates | + 1'08"   |
|             |                  |                   |           |
| 9           | Sylvain Moniquet | Lotto Soudal      | + 20'50"  |

1911 · 1912 · 1913 · 1914-1919 · 1920 · 1921-1922 · 1923 · 1924 · 1925 · 1926 · 1927 · 1928 · 1929 · 1930 · 1931 · 1932 · 1933 · 1934 · 1935 · 1936 · 1937 · 1938 · 1939 · 1940 · 1941 · 1942 · 1943 · 1944 · 1945 · 1946 · 1947 · 1948 · 1949 · 1950 · 1951 · 1952 · 1953 · 1954 · 1955 · 1956 · 1957 · 1958 · 1959 · 1960 · 1961 · 1962 · 1963 · 1964 · 1965 · 1966 · 1967 · 1968 · 1969 · 1970 · 1971 · 1972 · 1973 · 1974 · 1975 · 1976 · 1977 · 1978 · 1979 · 1980 · 1981 · 1982 · 1983 · 1984 · 1985 · 1986 · 1987 · 1988 · 1989 · 1990 · 1991 · 1992 · 1993 · 1994 · 1995 · 1996 · 1997 · 1998 · 1999 · 2000 · 2001 · 2002 · 2003 · 2004 · 2005 · 2006 · 2007 · 2008 · 2009 · 2010 · 2011 · 2012 · 2013 · 2014 · 2015 · 2016 · 2017 · 2018 · 2019 · 2020 · 2021 · 2022 · 2023 · 2024
Ronde van de Verenigde Arabische Emiraten ·
Omloop Het Nieuwsblad ·
Strade Bianche ·
Parijs-Nice · 
Tirreno-Adriatico · 
Milaan-San Remo ·
Ronde van Catalonië ·
Driedaagse Brugge-De Panne ·
E3 Saxo Bank Classic ·
Gent-Wevelgem ·
Dwars door Vlaanderen ·
Ronde van Vlaanderen ·
Ronde van het Baskenland ·
Amstel Gold Race ·
Parijs-Roubaix ·
Waalse Pijl ·
Luik-Bastenaken-Luik ·
Ronde van Romandië ·
Eschborn-Frankfurt ·
Ronde van Italië ·
Critérium du Dauphiné ·
Ronde van Zwitserland ·
Ronde van Frankrijk ·
Clásica San Sebastián ·
Ronde van Polen ·
BEMER Cyclassics ·
Bretagne Classic ·
Benelux Tour ·
Ronde van Spanje ·
GP van Quebec · 
GP van Montreal · 
Ronde van Lombardije ·
Ronde van Guangxi ·